# Новое Лукино (Тверская область)
Новое Лукино — деревня в Спировском районе Тверской области.

## География
Находится в центральной части Тверской области на расстоянии приблизительно 5 км на юг по прямой от районного центра поселка Спирово.

## История
Деревня была отмечена ещё на карте Менде, состояние местности на которой соответствует 1848 году. В 1859 году здесь (деревня Вышневолоцкого уезда) было учтено 30 дворов. До 2021 года входила в состав Пеньковского сельского поселения Спировского района до его упразднения.

## Население
Численность населения: 188 человек (1859 год), 4 (русские 75 %) в 2002 году, 7 в 2010.